# 14-es busz (Vác)
A 14-es busz váci helyi járat volt, a város szélén lévő oktatási centrumból Kisvácon keresztül közlekedett az autóbusz-állomásra. Tulajdonképpen iskolajárat volt, csak tanítási napokon közlekedett. A 13-as viszonylat délutáni ellentétes irányú forgalmát bonyolította le. A 13-as járatot átszámozták 2009 június 16-án 361-esre, ezért a 14-es buszt elvileg megszüntették és helyette a 361-es közlekedik. Gyakorlatilag annyi a különbség, hogy a viszonylat jelölése nem 14-es, hanem 361-es.

## Megállóhelyei
Az átszállási kapcsolatoknál a járat megszűnése előtti járatszámozás van feltüntetve.
| sz. | megállóhely neve            | menetidő (perc) | átszállási kapcsolatok        | intézmények, látnivalók                                  |
| --- | --------------------------- | --------------- | ----------------------------- | -------------------------------------------------------- |
| 0   | Szérűskert autóbusz-forduló | 0               | 11                            |                                                          |
| 1   | Szérűskert Oktatási Centrum | 1               | 11, 13                        | Oktatási centrum, városi sportcsarnok                    |
| 2   | Buki sor                    | 2               | 11, 13                        |                                                          |
| 3   | Pap Béla utca               | 3               | 11, 13                        |                                                          |
| 4   | Autójavító                  | 5               | 13, 21                        |                                                          |
| 5   | Hunyadi utca                | 6               | 13, 21                        |                                                          |
| 6   | Rákóczi tér                 | 7               | 13, 21                        | Római katolikus kápolna                                  |
| 7   | Autóbusz-állomás            | 10              | 13, 21, 42, 51, 52, MÁV-Start | Autóbusz-állomás, vasútállomás, Rókus kápolna, Zsinagóga |

## Külső hivatkozások
- Volánbusz Zrt. menetrend
- Vác